# Lorenzo Tacchella
Lorenzo Tacchella (Ronco Scrivia, 1922 – Pietrabissara, 16 luglio 2008) è stato uno storico, scrittore e partigiano italiano, cavaliere e diplomatico dell'Ordine di Malta, di cui fu ambasciatore in Bosnia ed Erzegovina, e docente all'Università di Genova.

## Biografia
Nato a Ronco Scrivia in alta valle Scrivia (provincia di Genova), fu antifascista e, durante la resistenza, combatté in val Borbera. Nel dopoguerra entrò nell'Ordine di Malta e conseguì la laurea in scienze politiche all'Università di Genova; successivamente studiò alla Pontificia Università Gregoriana di Roma conseguendo la laurea di dottore in Storia Ecclesiastica e la libera docenza nelle Università Pontificie. Fu libero docente di Storia della Diplomazia Pontificia all'Università di Genova e della Cattolica di Milano e Lettore della facoltà di lingue e letteratura dell'Università di Detroit.
Tacchella è stato ispettore onorario per i beni archivistici della Liguria, Presidente Onorario del Centro di Studi Storici per l'Alta Valle Scrivia, cittadino onorario di Busalla e Cantalupo Ligure e ufficiale onorario dell'Esercito Italiano.
Nel novembre 1997, Tacchella fu nominato ambasciatore dell'Ordine di Malta in Bosnia ed Erzegovina; fondò l'Accademia Olubrense (Olubria è il nome che davano i Romani allo Scrivia), scrisse numerosi libri dedicati alla Storia della Liguria, ai Feudi Imperiali e anche specificamente ai paesi della val Borbera e dell'alta valle Scrivia.
È morto il 16 luglio 2008 a 86 anni di età nel Palazzo Spinola di Pietrabissara di Isola del Cantone. Il funerale si è svolto nella chiesa parrocchiale di Pietrabissara. È sepolto a Cabella Ligure vicino alla moglie Mary Madeleine.

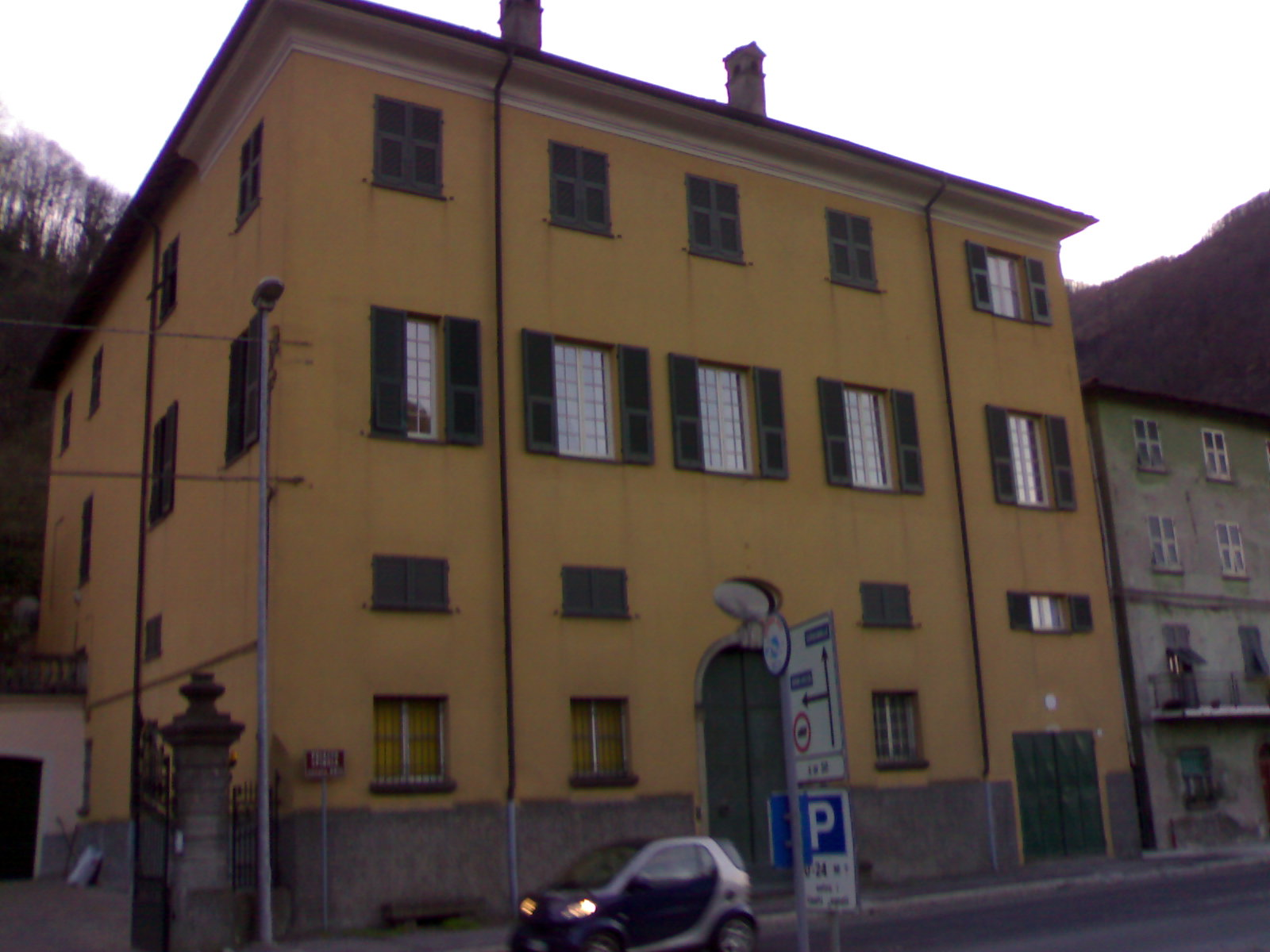
Palazzo Spinola a Pietrabissara costruito nel 1648, sede dell'Accademia Olubrense e abitazione di Lorenzo Tacchella

## Opere
- Borgo Fornari e la sua Pieve nella storia, Verona, 1959
- Pietrabissara e il suo marchesato nella storia, Verona, 1960
- La media e alta Val Borbera, Genova, Bozzi, 1961
- La Riforma Tridentina nella diocesi di Tortona, Genova, 1966
- Ronco Scrivia nella storia, Genova, 1968
- San Carlo Borromeo e il cardinale Agostino Valier (carteggio), Verona, 1972
- Il processo agli eretici veronesi nel 1550, Morcelliana, 1979
- Il Cardinale Agostino Valier e la Riforma Tridentina nella diocesi di Trieste, Udine, 1974
- Il pontificato di Urbano VI a Genova, Genova, 1976
- I cavalieri di Malta in Liguria, Tilgher, 1977
- Cabella Ligure nella storia, Zendrini, Verona, 1980
- Cantalupo Ligure e i Malaspina di val Borbera, Verona, 1982
- Isola del Cantone nella storia dei Feudi imperiali liguri, Verona, 1985
- Garbagna nella storia del dominio temporale dei vescovi di Tortona e dei feudi imperiali liguri, Verona, 1988
- Paolo Pansa umanista arquatese del Cinquecento, Genova, 1994
- Vignole Borbera e il monastero benedettino di San Pietro di Precipiano nella storia, Milano, 2000